# Hình ảnh công chúng của Vladimir Putin

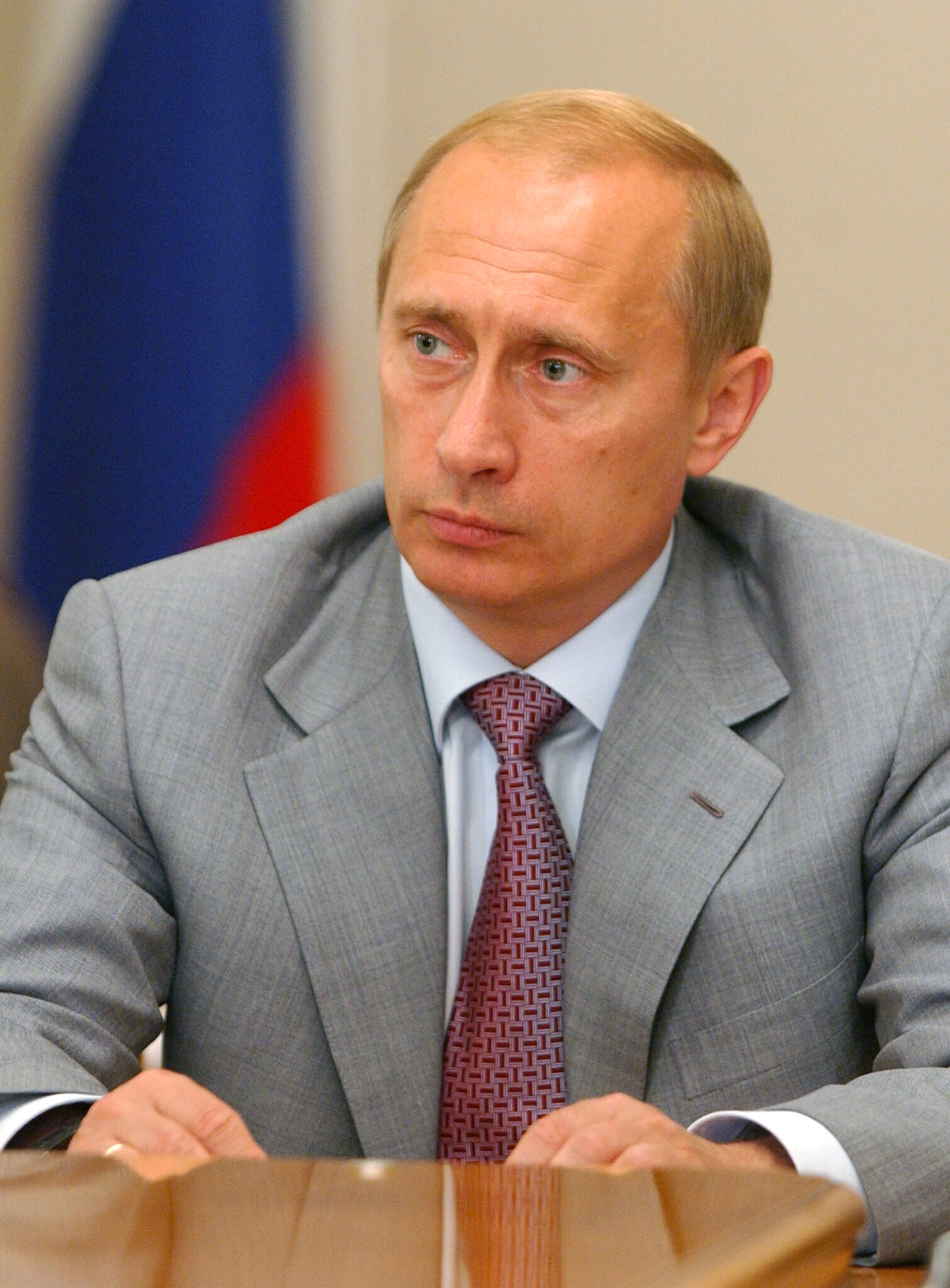
Tổng thống Vladimir Putin

Hình ảnh công chúng của Vladimir Putin liên quan đến hình ảnh của Vladimir Putin, hiện là Tổng thống Liên bang Nga, trong nhìn nhận đánh giá của cư dân nước Nga và trên toàn thế giới.

## Xếp hạng và thăm dò
Theo các cuộc điều tra dư luận do Trung tâm NGO Levada thực hiện, tỷ lệ tán thành của Putin là 60 % vào tháng 7 năm 2020 và là mức cao nhất so với bất kỳ nhà lãnh đạo nào trên thế giới . Mức độ nổi tiếng của Putin đã tăng từ 31 % vào tháng 8 năm 1999 lên 80 % vào tháng 11 năm 1999, và không bao giờ giảm xuống dưới 65 % trong nhiệm kỳ tổng thống đầu tiên của ông.
Tháng 1 năm 2013 tỷ lệ tín nhiệm ông giảm xuống 62 %, mức thấp nhất kể từ năm 2000 và giảm 10 điểm trong vòng hai năm.
Các nhà quan sát cho rằng việc Putin được đánh giá cao là kết quả của những cải thiện đáng kể về mức sống và sự tái khẳng định của Nga trên bối cảnh thế giới xảy ra trong nhiệm kỳ Tổng thống của ông.
Một phân tích khác thì cho rằng sự nổi tiếng của Putin, một phần là do truyền thông truyền hình phần lớn thuộc nhà nước quản lý.
Theo cuộc khảo sát năm 2017 của Mạng lưới Độc lập Toàn cầu / Hiệp hội Gallup Quốc tế (WIN/GIA), danh tiếng quốc tế của Putin đã tăng đáng kể từ năm 2015 đến 2017 (43 % tín nhiệm trong năm 2017 so với 33 % năm 2015).
| Nước                 | Tín nhiệm | Không tín nhiệm | Điểm thực |
| -------------------- | --------- | --------------- | --------- |
| Kết quả:(55 nước)    | 44%       | 40%             | 155       |
| Trung vị toàn cầu    | 43%       | 40%             | +3        |
| Việt Nam             | 89%       | 4%              | +85       |
| Kazakhstan           | 88%       | 5%              | +83       |
| Armenia              | 89%       | 8%              | +81       |
| Nga                  | 79%       | 11%             | +68       |
| Serbia               | 81%       | 13%             | +68       |
| Moldova              | 77%       | 18%             | +59       |
| Ấn Độ                | 53%       | 4%              | +49       |
| Ethiopia             | 59%       | 11%             | +48       |
| Hy Lạp               | 72%       | 25%             | +47       |
| Iran                 | 62%       | 17%             | +45       |
| Iraq                 | 68%       | 23%             | +45       |
| Albania              | 68%       | 30%             | +38       |
| Bangladesh           | 62%       | 24%             | +38       |
| România              | 65%       | 28%             | +37       |
| Bulgaria             | 53%       | 28%             | +25       |
| Nigeria              | 55%       | 30%             | +25       |
| Thái Lan             | 43%       | 18%             | +25       |
| Indonesia            | 48%       | 26%             | +22       |
| Philippines          | 47%       | 27%             | +20       |
| Perú                 | 43%       | 24%             | +19       |
| Thổ Nhĩ Kỳ           | 56%       | 37%             | +19       |
| Croatia              | 52%       | 34%             | +18       |
| México               | 52%       | 34%             | +18       |
| Cộng hoà Congo       | 53%       | 38%             | +15       |
| Bosna và Hercegovina | 53%       | 40%             | +13       |
| Ghana                | 35%       | 23%             | +12       |
| Colombia             | 46%       | 38%             | +8        |
| Pakistan             | 50%       | 42%             | +8        |
| Argentina            | 38%       | 34%             | +4        |
| Ecuador              | 31%       | 29%             | +2        |
| Afghanistan          | 45%       | 48%             | -3        |
| Honduras             | 40%       | 44%             | -4        |
| Brasil               | 31%       | 36%             | -5        |
| Nam Phi              | 34%       | 40%             | -6        |
| Azerbaijan           | 10%       | 17%             | -7        |
| Slovenia             | 42%       | 52%             | -10       |
| Ý                    | 35%       | 52%             | -17       |
| Latvia               | 34%       | 53%             | -19       |
| Ukraina              | 35%       | 59%             | -24       |
| Áo                   | 29%       | 60%             | -31       |
| Úc                   | 17%       | 60%             | -43       |
| Pháp                 | 18%       | 64%             | -46       |
| Kosovo               | 10%       | 59%             | -49       |
| Hàn Quốc             | 23%       | 74%             | -51       |
| Cộng hòa Séc         | 20%       | 72%             | -52       |
| Hoa Kỳ               | 14%       | 66%             | -52       |
| Nhật Bản             | 10%       | 63%             | -53       |
| Tây Ban Nha          | 19%       | 72%             | -53       |
| Đức                  | 20%       | 74%             | -54       |
| Ireland              | 17%       | 72%             | -55       |
| Liên hiệp Anh        | 15%       | 71%             | -56       |
| Thụy Điển            | 14%       | 75%             | -61       |
| Hà Lan               | 10%       | 75%             | -65       |
| Ba Lan               | 9%        | 85%             | -76       |